# Americium(II)klorid
Americium(II)klorid eller americiumdiklorid (AmCl2) är en kemisk förening sammansatt av americium och klor.